# Jerry Ferrara
Jerry Charles Ferrara (ur. 25 listopada 1979 w Brooklynie w Nowym Jorku) – amerykański aktor telewizyjny i filmowy, scenarzysta i producent pochodzenia włoskiego, najlepiej znany jako Salvatore „Żółw” Assante z serialu HBO Ekipa, nominowany trzykrotnie do  Nagrody Gildii Aktorów Ekranowych za wybitny występ aktora w roli pierwszoplanowej i dwukrotnie do Teen Choice Awards.

## Filmografia

### filmy fabularne
- 2007: Ogrodnik z Edenu jako Greek
- 2008: Eagle Eye jako pokerzysta
- 2012: Myśl jak facet jako Jeremy Kern
- 2012: Battleship: Bitwa o Ziemię jako Sampson JOOD Strodell
- 2013: Last Vegas jako Dean
- 2013: Ocalony jako sierżant Hasslert
- 2015: Ekipa jako Salvatore „Żółw” Assante
- 2016: Sully jako Michael Delaney

### seriale TV
- 2000: Żarty na bok jako student
- 2000: Diabli nadali jako Joey
- 2001: Odlotowa małolata
- 2001–2002: Uziemieni jako Drew
- 2004: Nowojorscy gliniarze jako Danny Fatty Puglisi
- 2004–2011: Ekipa jako Salvatore „Żółw” Assante
- 2015–2018: Power jako Joe Proctor
- 2017–: Shooter jako Kirk Zehnder

### gry komputerowe
- 2006: Scarface: Człowiek z blizną jako menadżer hotelu (głos)